# Нейт Венс
Нейт Венс (англ. Nate Vance; 1978, Даллас) — американський доброволець в рядах ЗСУ, учасник Російсько-Української війни в складі підрозділу «Вовки Да Вінчі», двоюрідний брат віце-президента США Джей Ді Венса.

## Біографія

### До війни
В дитячі роки часто міняв місце проживання, тому в деякий момент проживав в Чикаго та Каліфорнії.
Коли Нейту виконалося 18 років, він доєднався до Морської Піхоти США. По звільненню працював у нафтогазовій галузі.

### Участь у російсько-українській війні
На початку 2022 приїхав в Україну як волонтер, де перевозив гуманітарні та військові вантажі. Проживав у Львові.
Після звільнення Київщини став свідком наслідків різні в Бучі та інших злочинів російської армії. Це, а також брак військових спонукало Нейта доєднатися до лав ЗСУ. Його вибір впав на підрозділ «Вовки Да Вінчі», і вже в червні 2022 Нейт вирушив на Донбас.
Воював у складі роти «Гонор», відзначився як чудовий снайпер. Брав участь у боях за Бахмут, Авдіївку, Вугледар, Куп'янськ. Декілька разів відвідав Запоріжжя.
В лютому 2025 року звільнився з служби через страх бути захопленим в полон і подальше можливе використанна його для тиску на американський уряд, а також через проблеми вдома, які накопичились за його відсутності, проте прагне й надалі допомагати Україні. 

## Відносини з Джей Ді Венсом
На початку березня 2025 дав інтерв'ю французькому виданню Le Figaro, де зазначив, що не спілкувався з віце-президентом Джей Ді Венсом про свій досвід війни. Однак, після його інавгурації, намагався зв'язатися з ним через його офіс. Розчарований в його політиці та ставленні до України.